# Godavari
Godavari er en stor flod i det centrale Indien. Floden er ca. 1.450 km lang og har sit udspring ved Trimbakeshwar, tæt på Nasik og Mumbai i Maharashtra ca. 380 km fra det Arabiske Hav. Den flyder mod sydøst gennem det centrale Indien gennem Andhra Pradesh og flyder ud i Den Bengalske Bugt. Ved Dowlaiswaram ca. 10 km nede ad strømmen fra Rajahmundry og ca. 80 km fra kysten deler floden sig i to arme kaldet Gautami og Vasista og danner derved et frugtbart floddelta.
- Wikimedia Commons har flere filer relateret til Godavari

19°55′48″N 73°31′39″Ø / 19.93°N 73.5275°Ø